# شارلوت (فیلم ۱۹۸۱)
«شارلوت» (انگلیسی: Charlotte (film)) یک فیلم است که در سال ۱۹۸۱ منتشر شد.